# バリ ハピ
「バリ ハピ」は、ジャニーズWESTの4枚目のシングル。2015年7月29日にジャニーズ・エンタテイメントから発売。

## 概要
- 前作「ズンドコ パラダイス」から約5ヶ月振りのリリース。

- 初回盤A・B、通常盤の3形態での発売。

- 前作に引き続き、ノンタイアップシングル。

- 初回盤A・BのCDには、「All My Love」を共通のカップリングとして収録。初回盤のCDには、それの“ちゅらうみっくす”バージョンを収録。

- 初回盤A・Bには、オリジナル・カラオケ2曲を共通して収録。

- 初回盤AのDVDには、表題曲のMusic Clip & Makingを収録。

- 初回盤BのDVDには、「All My Love」のMusic Clip & Making+沖縄オフショットを収録。

- 通常盤には、「マ・ル・モ・ウ・ケ」と「迷宮SUMMER」のカップリング2曲を収録。

## 先着購入特典

### 初回盤A
- クリアファイルA(A4サイズ)

### 初回盤B
- クリアファイルB(A4サイズ)

### 通常盤
- クリアファイルC(A4サイズ)

## 封入特典

### 初回盤A
- 2面4Pジャケット

### 初回盤B・通常盤
- 3面6Pジャケット

## チャート成績
8月10日付のオリコンシングルチャートで1位を獲得した。ジャニーズWESTにとっては2作連続のオリコン1位獲得である。

## 収録曲

### CD

#### 通常盤
1. バリ ハピ
作詞：zopp, 作曲：Shusui、Raay、Art Hunter, 編曲：Raay
2. All My Love
作詞：下地悠, 作曲：Joakim Bjornberg、Christofer Erixon、Atsushi Shimada, 編曲：Atsushi Shimada
3. マ・ル・モ・ウ・ケ
作詞・作曲・編曲：栗原暁、久保田真悟
4. 迷宮SUMMER
作詞：Komei Kobayashi, 作曲：Fredrik "Figge" Bostrom、ジョセフ・メリン, 編曲：ジョセフ・メリン

#### 初回盤A
1. バリ ハピ
2. All My Love
3. バリ ハピ（オリジナル・カラオケ）
4. All My Love（オリジナル・カラオケ）

#### 初回盤B
1. バリ ハピ
2. All My Love 〜ちゅらうみっくす〜
  - 本作初回盤A・通常盤カップリングのリミックスバージョン
3. バリ ハピ（オリジナル・カラオケ）
4. All My Love 〜ちゅらうみっくす〜（オリジナル・カラオケ）

### DVD

#### 初回盤A
1. 「バリ ハピ」Music Clip & Making

#### 初回盤B
1. 「All My Love」Music Clip & Making
2. 沖縄オフショット

## テレビ出演
バリ ハピ
- 『ザ少年倶楽部』（2015年8月5日、NHK BSプレミアム）
重岡が「モモコのOH!ソレ!み〜よ!」の収録の為、6人で披露

All My Love
- 『ザ少年倶楽部』（2015年12月2日、NHK BSプレミアム）
テレビ初披露
- 『ザ少年倶楽部』（2017年3月8日、NHK BSプレミアム）
重岡が「モモコのOH!ソレ!み〜よ!」の収録の為、6人で披露

マ・ル・モ・ウ・ケ
- 『ザ少年倶楽部』（2017年11月10日、NHK BSプレミアム）
桐山が舞台「アマデウス」の為、6人で披露

迷宮SUMMER
- 『ザ少年倶楽部』（2018年7月13日、NHK BSプレミアム）
桐山が舞台「音楽劇 マリウス」の為、6人で披露